# Castello di Tourbillon
Il Castello di Tourbillon è un castello vescovile in rovina situato su una collina di Sion, nel Canton Vallese, in Svizzera. Si trova di fronte al Castello di Valère, situato sulla collina opposta.

## Storia
Fu costruito alla fine del XIII secolo sotto la direzione del vescovo Boniface de Challant.

## Descrizione
Di natura difensiva e arroccato sulla cima di una ripida collina rocciosa, serviva come residenza dei vescovi di Sion. Il castello di Tourbillon subì notevoli danni a causa dei conflitti tra i vescovi e la popolazione del Vallese. Fu bruciato nel 1417 durante una guerra tra gli abitanti di Sion e la famiglia di Rarogne e fu ricostruito dal vescovo Guillaume III di Rarogne circa trent'anni dopo. Nel 1788 fu completamente distrutto da un altro incendio. Per un certo periodo, le pietre del castello di Tourbillion vennero utilizzate per le costruzioni della regione, prima che le rovine venissero rinforzate nel XIX secolo per farne un monumento storico.
Il castello è in gran parte protetto naturalmente dal terreno molto ripido che lo circonda. Accessibile solo da est o da ovest, è costituito da un cortile protetto da mura di cinta. Il castello ha un torrione, una cappella e un edificio per la guarnigione.